# Georg Christian von Bothmer
Georg Christian von Bothmer (geboren 9. März oder 10. März 1695; gestorben 26. März 1766 in Döhren) war deutscher Adliger, Erbherr auf Vesbeck und Stöckendrebber, Landrentmeister, Land- und Schatzrat sowie kurfürstlich hannoverscher Hofrichter der Welfen am Hof von Hannover.

## Leben
Bothmer war Abkömmling des niedersächsischen Uradelsgeschlechtes von Bothmer. Seine Eltern waren der „Herr auf Vesbeck und Stöckendrebber“ Bernhard von Bothmer (geboren 13. August 1641; gestorben März 1707) und dessen am 29. April 1694 in Mandelsloh geehelichter Klara Elisbeth Agnes von Mandelsloh.
Georg Christian Bothmer fungierte von 1727 bis 1743 als Landrentmeister. Nach seiner Wahl zum calenberger Land- und Schatzrat, die er mit 50 Stimmen gegen 37 für den Hofrat von Langwerth und 13 für den Oberamtmann von Reden gewann, übte er dieses Amt von 1743 bis 1766 aus. In diesen Funktionen war er zugleich Mitglied des Schatzkollegiums, außerdem Mitglied im großen Ausschuss und im engeren Ausschuss.
Ab 1744 wirkte von Bothmer als Hofgerichtsassessor, ab 1766 als Hofrichter in Hannover.
Georg Christian Bothmer war Eigentümer vom Döhrener Vollmeier-Hof 3, wo er 1766 im Alter von 71 Jahren starb.

## Bothmerstraße
Georg Christian Bothmer ist einer der beiden möglichen Namensgeber der 1954 in den hannoverschen Stadtteil Döhren und Wülfel angelegten Bothmerstraße, die von der Hildesheimer Straße zur Wiehbergstraße führt. Ende des 20. Jahrhunderts war ungeklärt, ob möglicherweise der Kammerherr Carl Heinrich Ernst Friedrich Graf von Bothmer (geboren 29. Dezember 1770 in Blankenburg; gestorben 7. Januar 1845 in Weimar), der im Jahr 1813 kurzfristiger Eigentümer des späteren Ritterguts Wülfel war, als Namengeber für die amtliche Straßenbenennung diente. Im Adressbuch der Stadt Hannover von 1955 hieß es lediglich: „[...] nach der Familie Bothmer benannt, die in Hannover-Wülfel Grundbesitz hatte.“